# Simone Forte
Simone Forte (Roma, 20 gennaio 1996) è un triplista e lunghista italiano, che ha rappresentato l'Italia agli Europei di Berlino 2018.
È stato vicecampione ai Mediterranei under 23 di Jesolo 2018, medaglia di bronzo alle Gymnasiadi di Brasilia 2013 e finalista ai Mondiali allievi di Donec'k 2013, agli Europei under 23 di Bydgoszcz 2017 ed agli Europei juniores di Eskilstuna 2015.

## Biografia
All'età di 12 anni (categoria Ragazzi) ha cominciato con la pratica dell'atletica leggera gareggiando per la sezione giovanile sportiva dell'Esercito, denominata Esercito Sport & Giovani. Dal 2013 indossa i colori dell'ACSI Campidoglio Palatino di Roma e dal 2015 ha il doppio tesseramento con le Fiamme Gialle.
Dopo essere stato assente ai campionati italiani cadetti nel 2010, l'anno seguente nella stessa rassegna nazionale di categoria giovanile giunge settimo nel pentathlon.
Durante il biennio nella categoria allievi, 2012-2013, vince tre medaglie di altrettanti metalli diversi ai campionati italiani under 18 del 2013: oro nel salto triplo indoor, all’aperto invece ottiene l’argento nel triplo (a 4 cm dall’oro) ed il bronzo nel salto in lungo.
Il 13 luglio del 2013 disputa la finale dei Mondiali allievi a Donec'k in Ucraina terminando in quinta posizione.
Il 3 dicembre dello stesso anno ha vinto in Brasile la medaglia di bronzo alle Gymnasiadi di Brasilia.
Nel biennio della categoria juniores 2014-2015 ai campionati italiani under 20 vince 4 medaglie su altrettanti finali con 3 titoli: doppio oro nel triplo indoor (2014-2015), oro nel triplo (2015) ed argento nel triplo outdoor (2014).
Il 25 luglio 2014 partecipa alla fase di qualificazione nei Mondiali juniores di Eugene negli Stati Uniti d'America, senza però riuscire ad accedere in finale.
Il 19 luglio 2015 disputa la finale degli Europei juniores ad Eskilstuna in Svezia finendo al settimo posto.
Nell’arco del triennio da promessa 2016-2017-2018, vince 7 medaglie ai vari campionati nazionali con 3 titoli: (2016) oro al coperto negli italiani under 23 sia nel lungo che nel triplo e bronzo agli assoluti indoor (col primato personale di 16,62 m che lo inserisce al decimo posto delle liste italiane all time) sia nel lungo che nel triplo; (2018) nel triplo bronzo agli assoluti indoor (precedendo di soli 2 cm Daniele Cavazzani, 16,19 m contro 16,17 m), oro ai nazionali promesse (col record personale di 16,73 m) ed argento agli assoluti (è rimasto primo fino al penultimo turno di salti, chiudendo a soltanto 8 cm dal vincitore Fabrizio Schembri).
Il 5 giugno 2016 in Tunisia ai Mediterranei under 23 di Tunisi termina in quinta posizione.
Il 16 luglio 2017 termina ottavo agli Europei under 23 di Bydgoszcz in Polonia.
Il 10 giugno 2018, proprio in Italia, si è laureato vicecampione nel salto triplo ai Mediterranei under 23 di Jesolo.
Il 10 luglio ha esordito con la Nazionale assoluta in occasione dell’Incontro internazionale di salti svoltosi in Spagna ad Avila, concludendo la manifestazione al sesto posto.
Il 10 agosto in Germania resta fuori dalla finale (come primo degli esclusi per 6 cm) agli Europei di Berlino.
Nel 2019, agli euroindoor di Glasgow, raggiunge la finale nel salto triplo, dalla quale è costretto a ritirarsi per un infortunio.
A fine stagione, dopo un 4° posto agli assoluti di Bressanone, viene sottoposto ad un intervento chirurgico alla gamba sinistra.
Nel 2021, ai campionati Italiani Promesse di Grosseto, ma in gara come fuori categoria, salta il personale di 17.07, ma chiude la stagione con un infortunio.
Il travagliato recupero da quest'ultimo vede l'azzurro riaffacciarsi al salto in lungo, dove, con il personale di 7.80, guadagna la medaglia d'argento ai campionati italiani assoluti di La Spezia
Il 2025 vede il ritorno di Forte a vestire, seppur momentaneamente, i colori dell'ACSI Atletica Campidoglio, nella finale B dei Campionati di Società Assoluti.
Durante il triennio 2013-2015-2018 ha conteso 5 titoli italiani giovanili nel salto triplo al classe 1997 Tobia Bocchi, con un bilancio di 3 vittorie su 5 finali disputate; sempre nei confronti di Bocchi, nello stesso triennio e nel triplo ha gareggiato anche in 4 rassegne internazionali giovanili terminando in parità 2 a 2.
È titolato ai campionati italiani giovanili nei salti in estensione (tra lungo e triplo) in 3 categorie giovanili: allievi/under 18, juniores/under 20 e promesse/under 23; in 12 finali, suddivise tra lungo e triplo, disputate ai campionati italiani giovanili, è andato 10 volte a medaglia di cui 7 d’oro (per altrettanti titoli vinti).
Considerando anche le finali ai campionati nazionali assoluti (indoor ed outdoor) è andato a medaglia 14 volte su 20.
Il primato personale al coperto di 16,62 metri lo colloca al decimo posto delle liste italiane all time.
Il suo nominativo è presente nella top ten delle liste giovanili italiane di sempre (sia indoor che outdoor) per le categorie promesse, juniores ed allievi: terzo under 23 sia all’aperto (16,73 metri) che indoor (16,62 m), quarto juniores indoor (16,02 m) ed ottavo under 20 (16,24 m), quarto allievi (15,71 m) e quinto under 18 indoor (14,83 m).
Viene allenato da Giovanni Longo, tecnico romano specializzato nei salti in estensione.

## Progressione

### Salto in lungo
| Stagione | Misura | Luogo    | Data      | Rank. Mond. |
| -------- | ------ | -------- | --------- | ----------- |
| 2017     | 7,30 m | Ostia    | 24-9-2017 |             |
| 2015     | 7,41 m | Padova   | 6-9-2015  |             |
| 2013     | 6,85 m | Rieti    | 5-5-2013  |             |
| 2012     | 6,68 m | Roma     | 30-5-2012 |             |
| 2011     | 6,17 m | Roma     | 10-9-2011 |             |
| 2008     | 4,22 m | Frascati | 9-7-2008  |             |

### Salto in lungo indoor
| Stagione | Misura | Luogo  | Data     | Rank. Mond. |
| -------- | ------ | ------ | -------- | ----------- |
| 2016     | 7,61 m | Ancona | 6-2-2016 |             |
| 2012     | 6,78 m | Roma   | 4-3-2012 |             |

### Salto triplo
| Stagione | Misura  | Luogo     | Data      | Rank. Mond. |
| -------- | ------- | --------- | --------- | ----------- |
| 2018     | 16,73 m | Agropoli  | 3-6-2018  |             |
| 2017     | 15,95 m | Bydgoszcz | 16-7-2017 |             |
| 2016     | 16,06 m | Agropoli  | 25-9-2016 |             |
| 2015     | 16,24 m | Torino    | 26-7-2015 |             |
| 2014     | 15,44 m | Torino    | 8-6-2014  |             |
| 2013     | 15,71 m | Donec'k   | 13-7-2013 |             |
| 2012     | 14,29 m | Firenze   | 30-9-2012 |             |

### Salto triplo indoor
| Stagione | Misura  | Luogo  | Data      | Rank. Mond. |
| -------- | ------- | ------ | --------- | ----------- |
| 2018     | 16,38 m | Ancona | 20-1-2018 |             |
| 2016     | 16,62 m | Ancona | 5-3-2016  |             |
| 2015     | 15,82 m | Ancona | 24-1-2015 |             |
| 2014     | 16,02 m | Ancona | 22-2-2014 |             |
| 2013     | 14,83 m | Ancona | 24-2-2013 |             |
| 2012     | 13,89 m | Roma   | 3-3-2012  |             |

## Palmarès
| Anno | Manifestazione   | Sede       | Evento       | Risultato | Prestazione | Note   |
| ---- | ---------------- | ---------- | ------------ | --------- | ----------- | ------ |
| 2013 | Mondiali U18     | Donec'k    | Salto triplo | 5º        | 15,71 m     | [ 5 ]  |
| 2014 | Mondiali U20     | Eugene     | Salto triplo | 15º (q)   | 15,31 m     | [ 6 ]  |
| 2015 | Europei U20      | Eskilstuna | Salto triplo | 7º        | 15,91 m     | [ 7 ]  |
| 2016 | Mediterraneo U23 | Tunisi     | Salto triplo | 5º        | 15,92 m     | [ 8 ]  |
| 2017 | Europei U23      | Bydgoszcz  | Salto triplo | 8º        | 15,95 m     | [ 9 ]  |
| 2018 | Mediterraneo U23 | Jesolo     | Salto triplo | Argento   | 16,47 m     | [ 10 ] |
| 2018 | Europei          | Berlino    | Salto triplo | 13º (q)   | 16,35 m     | [ 11 ] |
| 2019 | Europei indoor   | Glasgow    | Salto triplo | 8º        | 15,54 m     |        |

## Campionati nazionali
- 1 volta campione nazionale promesse del salto triplo (2018)
- 1 volta campione nazionale promesse indoor del salto triplo (2016)
- 1 volta campione nazionale promesse indoor del salto in lungo (2016)
- 1 volta campione nazionale juniores del salto triplo (2015)
- 2 volte campione nazionale juniores indoor del salto triplo (2014, 2015)
- 1 volta campione nazionale allievi indoor del salto triplo (2013)

2011
- 7º ai campionati italiani cadetti (Jesolo), pentathlon - 3 299 p.[12]

2012
- 10º ai campionati italiani allievi indoor (Ancona), salto in lungo - 6,53 m[13]
- 4º ai campionati italiani allievi (Firenze), salto triplo - 14,29 m [14]

2013
- Oro ai campionati italiani allievi indoor (Ancona), salto triplo - 14,83 m [15]
- 11º ai campionati italiani assoluti (Milano), salto triplo - 14,59 m[16]
- Bronzo ai campionati italiani allievi (Jesolo), salto in lungo - 7,03 m[17]
- Argento ai campionati italiani allievi (Jesolo), salto triplo - 15,20 m[18]

2014
- Oro ai campionati italiani juniores indoor (Ancona), salto triplo - 15,73 m[19]
- 4º ai campionati italiani assoluti indoor (Ancona), salto triplo - 16,02 m [20]
- Argento ai campionati italiani juniores (Torino), salto triplo - 15,44 m [21]

2015
- Oro ai campionati italiani juniores indoor (Ancona), salto triplo - 15,73 m[22]
- Oro ai campionati italiani juniores (Rieti), salto triplo - 16,22 m[23]
- 5º ai campionati italiani assoluti (Torino), salto triplo - 16,24 m [24]

2016
- Oro ai campionati italiani promesse indoor (Ancona), salto in lungo - 7,61 m [25]
- Oro ai campionati italiani promesse indoor (Ancona), salto triplo - 16,47 m[26]
- Bronzo ai campionati italiani assoluti indoor (Ancona), salto triplo - 16,62 m [27]
- Bronzo ai campionati italiani assoluti indoor (Ancona), salto in lungo - 7,58 m[28]

2017
- 8º ai campionati italiani assoluti (Trieste), salto triplo - 15,81 m[29]

2018
- Bronzo ai campionati italiani assoluti indoor (Ancona), salto triplo - 16,19 m[30]
- Oro ai campionati italiani promesse (Agropoli), salto triplo - 16,73 m [31]
- Argento ai campionati italiani assoluti (Pescara), salto triplo - 16,52 m[32]

2022
- Bronzo ai campionati italiani assoluti indoor (Ancona), salto in lungo - 7,72 m
- 7º ai campionati italiani assoluti (Rieti), salto in lungo - 7,21 m

2024
- Argento ai campionati italiani assoluti (La Spezia), salto in lungo - 7,80 m

## Altre competizioni internazionali
2013
- Bronzo alle Gymnasiadi ( Brasilia), salto triplo - 15,21 m[33]

2014
- 6º nell'Incontro internazionale indoor U20 Francia-Germania-Italia ( Halle), salto triplo - 13,90 m[34]

2015
- Bronzo nell'Incontro internazionale indoor U20 Francia-Germania-Italia,( Lione), salto triplo - 15,56 m[7]
- Bronzo nella Coppa dei Campioni per club ( Mersin), salto in lungo - 7,05 m[35]

2018
- 6º nell'Incontro internazionale di salti ( Avila), salto triplo - 15,80 m[36]